# Albingaunum
Albingaunum è stata una città romana della Regio IX Liguria. Il suo centro abitato corrisponde alla moderna Albenga, la quale ne rappresenta l'evoluzione storica
Nel 180 a.C. gli Ingauni vengono sconfitti da Roma, che costruisce un oppidum nella piana dove sorge ora il centro storico di Albenga. Non si sa se venne costruito sopra la fortezza degli Ingauni o in un luogo nuovo.

## Origine del nome
Gli antichi popoli liguri che abitavano la zona erano chiamati Ingauni, nulla si sa del loro fonema, ma dalle cronache latine sappiamo che la città, meglio dire una fortezza, era chiamata Albium Ingaunum dagli antichi Ingauni, il cui significato etimologico dovrebbe essere fortezza degli Ingauni. Tale nome venne poi unito e storpiato in epoca romana diventando Albingaunum e in epoca imperiale anche Albingana, arrivando quindi all'attuale Albenga.

## Storia

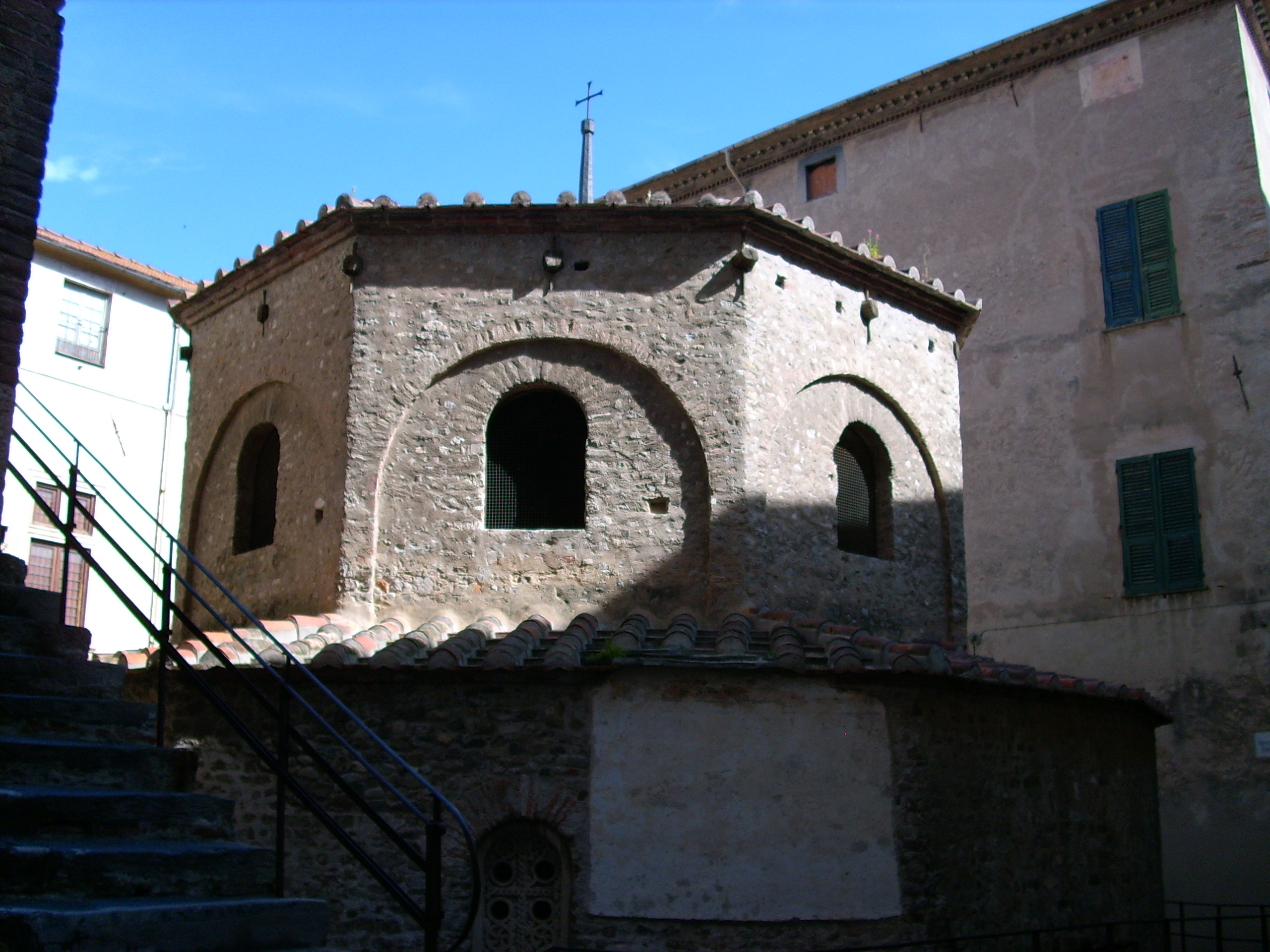
Il battistero

Il popolo celtico degli Ingauni venne sopraffatto dalla Repubblica di Roma. Dal 180 a.C. i Romani costruiscono un castrum militare sull'oppidum che hanno raso al suolo. Questa fortificazione si amplierà diventando una vera e propria città romana con il nome Albingaunum che nel 13 a.C. vede passare per il suo territorio la via Julia Augusta edificata da Augusto per unire Roma con la Gallia.
In questi alcune truppe di Liguri partecipano alle spedizioni di Roma. Nell'89 a.C. il diritto latino viene esteso a tutte le popolazioni italiche, Albingaunum diventa un municipium, al pari delle altre civitates foederatae, e i suoi abitanti ricevono in seguito il titolo di cittadini romani, eleggono i propri magistrati e senatori. Dal I al III secolo Albingaunum gode della Pax Romana diventando una città prospera come attestato dai numerosi reperti archeologici, difatti l'abbattimento delle antiche mura e l'ampliamento del fabbricato ne sono testimonianza. È stato rinvenuto a inizio del XX secolo l'antico Anfiteatro romano di Albenga che è l'unico conosciuto dell'intero ponente ligure, dando un segnale chiaro riguardo alla centralità della città sotto Roma. Sulla Via Julia Augusta che collega Albenga ad Alassio sono state rinvenute diverse necropoli romane, tra queste anche il Pilone che rappresenta uno dei più importanti monumenti funerari del Nord-ovest italiano. La piana è facile pensare che fosse coltivata in maniera intensiva, ma essendo comunque soggetta alle piene del fiume Centa diversi insediamenti nacquero nelle colline, tra queste è emersa alla luce la Villa Romana nella frazione di Lusignano; anche questo toponimo deriva dal latino con il quale si indicavano i fondi rustici, come Antognano, Aregliano, Velirano, Verano.
È difficile quantificare il numero di abitanti presenti in quest'epoca, tuttavia basta considerare che l'anfiteatro poteva ospitare circa 10 000 persone, per capire che Albingaunum era una città popolosa. Nel 2001 a seguito della nuova regimazione del fiume Centa è emerso il complesso termale che è stato calcolato fosse di 2 000 m².
Posidonio nel I secolo a.C. mette in luce l'intraprendenza commerciale dei Liguri lungo il mediterraneo, mentre poco dopo Strabone più dettagliatamente evidenzia la portata extralocale del commercio di legname, pelli e lana.
Per capire bene la ricchezza della città basti pensare che un suo cittadino, Proculo, nel 280 armò i suoi 2 000 schiavi presenti nella piana e si fece eleggere imperatore dalle legioni a Lione; ma venne velocemente eliminato dall'imperatore in carica Probo. Dell'epoca romana abbiamo diversi rinvenimento di materiale a San Calocero al Monte dov'è stato trovato del materiale sepolcrale con il bollo di Sextus Murrius Festus che compare in molti corredi funebri di Albenga, oltre che del materiale di sigillata africana tipo A, come lo stesso piatto blu realizzato in Egitto.
Albingaunum entra in crisi insieme all'Impero romano. I Visigoti nel 402 saccheggiano Albingaunum riducendola a delle rovine, ma Flavio Costanzo, generale dell'imperatore Onorio, durante una spedizione in Gallia, nel 414 o 417 decide di riedificare la città realizzando coves, tecta, portus, commercia, portas, che con ampliamenti e rinforzi resisteranno per tutto il Medioevo; si ha la certezza che Costanzo costruì anche strutture portuali ma nulla è stato rinvenuto. Il portus di Albingauno sarebbe stato localizzato alla foce del Marura, oggi conosciuto come Centa,. Sempre in quest'epoca si ha la costruzione delle prime strutture cristiane, la cattedrale e il battistero. Nel 451 si ha la testimonianza certa che diviene sede vescovile, sapendo che il vescovo del tempo era un certo Quinzio, presente al Sinodo di Milano. Di quest'epoca sono probabilmente il battistero e l'ampliamento della cattedrale, ma le prime testimonianze della vita cristiana della città risalgono alla due basiliche cimiteriali di San Vittore e San Calocero, quest'ultima vicino alla sepoltura di San Calocero, martire cristiano ucciso nell'alveo del Centa per la sua fede.
Tuttavia la vita cristiana fu precedente a tale epoca, difatti secondo la tradizione fu San Martino, Vescovo di Tours, che nel IV secolo che scelse come eremo l'Isola Gallinara, a diffondere il cristianesimo in tutto il territorio di Albingaunum. Sull'isola è presente una grotta dove secondo la tradizione risiedette San Martino, nella quale a seguito di scavi archeologici sono state rinvenute tombe medievali che fanno pensare come in passato tale luogo fosse ritenuto dai monaci che vi risiedevano un segnaculum, cioè un luogo di sepoltura privilegiata il cui prestigio era sottolineato dalla scelta della grotta legata a San Martino. Per ricordare il pellegrinaggio da lui fatto a piedi da Sabaria, oggi Szombathely in Ungheria fino all'Isola, si è costituito in seno al progetto europeo New Pelgrim Age, la Via Sancti Martini

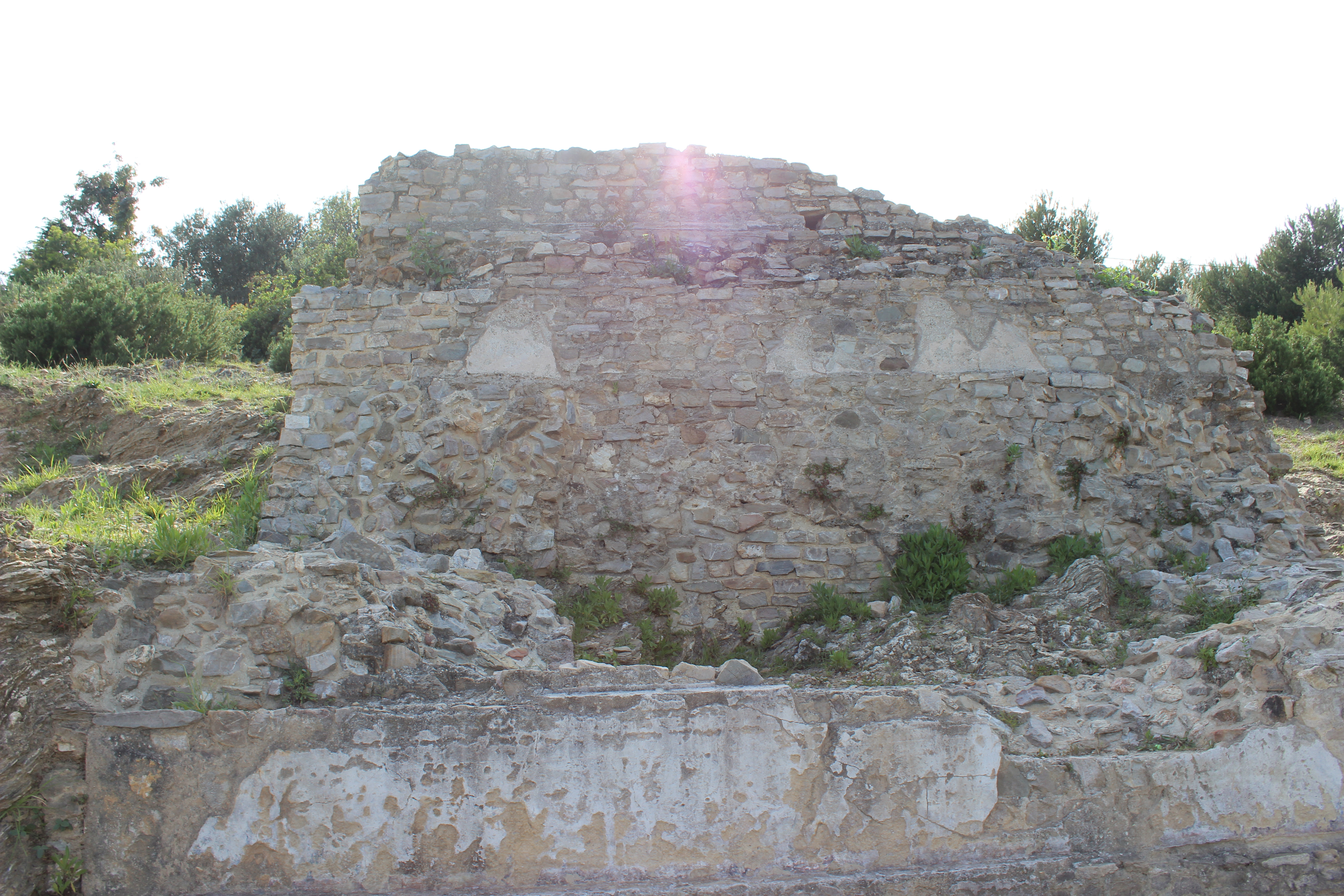
Le mura romane della Necropoli al monte

Nel V secolo passerà sotto la dominazione ostrogota e dopo la caduta dell'Impero romano d'Occidente, Albingaunum passa sotto il controllo dell'Impero bizantino, migliorando la sua organizzazione militare. La città viene governata militarmente e civilmente da un magistrato detto comes et tribunus. Si ha testimonianza di uno di questi conti di nome Tzittanus nel 568, grazie a un'epigrafe della di lui moglie Honorata rinvenuta negli scavi di San Calocero al Monte, anno in cui Alboino varcava le Alpi. Dalle testimonianze stratigrafiche degli scavi, dalle testimonianze epigrafiche (numerose rispetto ad altre città liguri), si può supporre che la città viva secoli di crescita e pace, con il riattamento della cattedrale.

## Forma urbis
L'antico insediamento dei Liguri Ingauni è scomparso e le sue tracce sono sparite. Si ha la certezza che quando l'esercito romano conquistò il territorio fondò un nuovo castrum, sul quale si evolse la città nel corso dei secoli. Il castrum copriva un'area vicina alla foce del Centa e vicina a un'insenatura, nell'attuale quartiere di Vadino. Il castrum di età romana aveva un'area di circa 5 000 m², con precise regole edificatorie, tra queste le due vie principali erano il cardo massimo e il decumano, rispettivamente le attuali via medaglie d'Oro e via Bernardo Ricci del centro storico di Albenga. Il castrum divenne la città romana, le tende vennero sostituite con strutture in legno che lasciarono il posto a quelle in muratura, con la realizzazione di un porto in muratura a Vadino, delle terme romane di Albenga tra il porto è la città. Lungo le vie che arrivavano in città si crearono nuove strutture e delle necropoli, in buona parte rinvenute. Il porto della città rappresenta una parte solida delle sue attività, dove la piana era fortemente coltivata e commerciava con tutto il mondo: qua viene rinvenuto il ‘'Piatto blu'' realizzato nell'antico Egitto. Durante la pax romana è possibile che una buona parte delle mura della città vennero dismesse, difatti molte strutture principali sono state ritrovate attorno alla città, come un importante mercato con colonnato, l'anfiteatro al monte. Ma l'invasione dei Goti mette a ferro e fuoco la città, e Costanzo la ristruttura facendola diventare una città fortificata, un presidio militare.

## Reperti
Il Centro storico di Albenga si è evoluto sull'antico castrum romano, ma sul territorio albenganese restano a memoria dell'importanza della città alcuni monumenti di epoca romana:
- Terme romane di Albenga
- Anfiteatro romano di Albenga
- Villa Romana
- Pontelungo
- Via Julia Augusta
- Piatto blu

Gli scavi archeologici sono iniziati agli inizi del Novecento e hanno avuto un importante impulso grazie a Nino Lamboglia e all'Istituto di Studi Liguri. Le difficoltà sono dovute al fatto che Albenga è al centro di una piana alluvionale governata da secoli dalle piene del Centa che ha portato 6 metri di detriti sopra il livello di calpestio romano del primo secolo.

## Musei e siti archeologici
È possibile vedere materiali trovati nella mostra ‘'Magiche trasparenza'' a Palazzo Oddo, oppure nel Museo Navale Romano.

## Vie di comunicazione
All'epoca della conquista dei Romani il territorio era impercorribile e se esistevano delle vie di comunicazione terrestre è da presumere che fossero assai di difficile percorrenza, soprattutto per i territori impervi e franosi presenti da Ospedaletti ad Arma di Taggia, da Santo Stefano a Porto Maurizio, da Finale Ligure e Vado. Solo nel 14 a.C. con la conquista definitiva dei territori delle tribù liguri l'imperatore Augusto decide di realizzare una nuova imponente via di comunicazione da Piacenza ad Arles passando per il ponente ligure, la Via Julia Augusta. Di tale via ne esistono solo alcune parti, poiché è andata degradandosi per tutto il Medioevo; in alcuni tratti resta il nome di Strada romana per identificare il possibile antico passaggio.
Nel ponente Ligure una via di comunicazione marittima era data dal itinerarium Maritimum che ne facevano parte, da est a ovest, i portus di Vado Ligure, Albingaunum e Portus Maurici, il fluvius di Taggia e la plagia di Ventimiglia; tra questi occorre ricordare che Albenga, Vado e Ventimiglia erano municipia, cioè capoluoghi di distretti amministrativi.